# مرز (داراب)
مُرز، روستایی در دهستان آبشور بخش فورگ شهرستان داراب در استان فارس ایران است.

## جمعیت
بر پایه سرشماری عمومی نفوس و مسکن در سال ۱۳۹۵، جمعیت این روستا برابر با ۳٬۶۳۲ نفر (۱٬۰۰۴ خانوار) بوده است.